# 주극성

북반구에서 바라본 북쪽 하늘. 중심 부근의 폴라리스는 거의 움직임을 보이지 않는다.

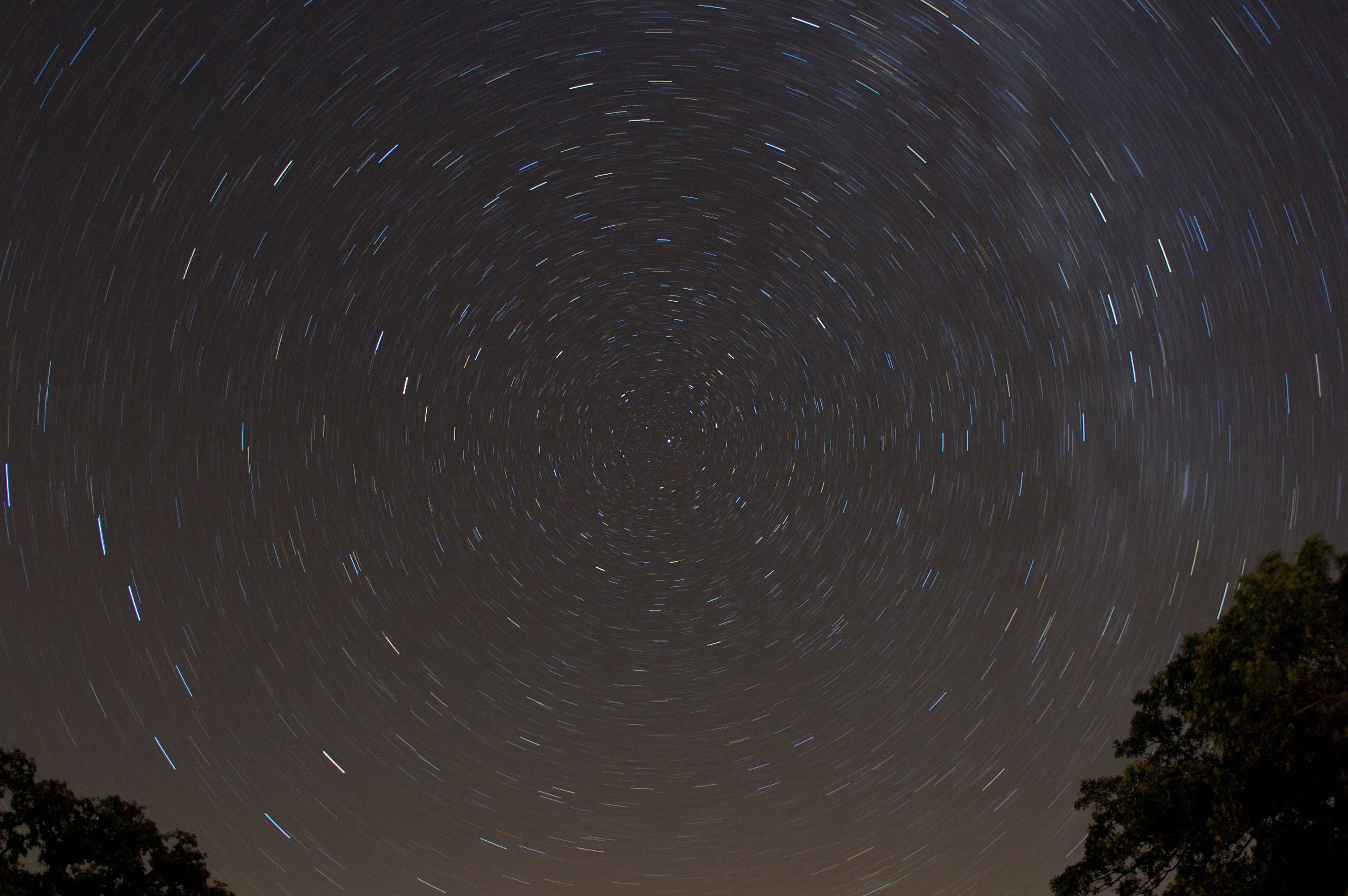
사진기의 셔터 시간을 길게 설정하여 촬영한 천체 사진.

주극성(週極星, circumpolar star)은 지구에서 관측했을 때, 지평선 밑으로 지는 일 없이 천구의 북극 부근을 도는 천체를 말한다. 반대로 천극에서 떨어져 천구의 일주 운동에 따라 동쪽 지평선에서 떠올라 하늘에 커다란 원호를 그리며 이윽고 서쪽 지평선에 도달하여 결국 보이지 않게 되는 별을 출몰성(出沒星)이라고 한다.

## 같이 보기
- 극성
- 북극성
- 남극성
- 천구의 극

## 참고 자료
- 이 문서에는 다음커뮤니케이션(현 카카오)에서 GFDL 또는 CC-SA 라이선스로 배포한 글로벌 세계대백과사전의 내용을 기초로 작성된 글이 포함되어 있습니다.